# Дукла (футбольний клуб, Прага, 2001)
Дукла (Прага) (чеськ. FK Dukla Praha) — чеський футбольний клуб, розташований в Дейвіце, одному з районів Праги. 
Клуб грав у регіональних змаганнях з 2001 по 2007 рік, після чого потрапив до Другої ліги, де провів чотири роки. Здобувши перше місце у 2011 році, клуб пробився до елітного дивізіону Чехії.

## Історія
Клуб був заснований в 1958 році як «Дукла Дейвіце» і виступав в чемпіонаті Праги. До 2001 року найкращим результатом команди було друге місце у чемпіонаті Праги в сезоні 1984/85. У 2001 році клуб став називатися «Дукла» (Прага), але він не є правонаступником історичної «Дукли», яка в 1996 році об'єдналась з командою «Пршибрам».
Клуб зайняв 14 місце в чемпіонаті Праги 2001/02 і на тій же позиції закінчив у наступному сезоні, вилетівши в шостий за рівнем дивізіон Чехії. Там празький клуб став першим у сезоні 2003/04 і повернувся до чемпіонату Праги, де фінішував на другому місці в сезоні 2004/05, але лише на 13-му у наступному сезоні. У квітні 2006 року президент «Дукли» Мілан Дорушка  пообіцяв, що клуб підвищиться в класі. У листопаді 2006 року керівництво «Дукли» оголосило, що клуб поглине команду Другої ліги «Якубчовіце» після закінчення сезону 2006/07.
Відповідно з сезону 2007/08 «Дукла» стала виступати у Другій лізі. Перший професійний матч команда провела 4 серпня 2007 року проти «Опави» (2:1). Після чотирьох років виступів у цьому дивізіоні клуб зайняв перше місце у сезоні 2010/11 і вперше в історії вийшов у вищий дивізіон країни.

## Символи клубу
Клуб викорстовує жовтий і червоний кольори, традиційні кольори історичного клубу «Дукла»..

## Стадіон
«Дукла» проводить домашні матчі на стадіоні «Юліска» в Дейвіце.